# Le Jeune Homme et le Lion
Pour plus de détails, voir Fiche technique et Distribution.
Le Jeune Homme et le Lion est un téléfilm français à distribution européenne, réalisé par Jean Delannoy d'après un scénario et des dialogues de Jean Anouilh et diffusé en deux parties, les 22 et 29 décembre 1976 sur TF1. Il a été rediffusé par Histoire les 16 décembre 2010 et 6 janvier 2011, en hommage au centenaire de la naissance de ce dernier.
Au Québec, le téléfilm a été diffusé en deux parties les 9 et 16 octobre 1977 à la Télévision de Radio-Canada dans Les Beaux Dimanches.

## Synopsis
Le téléfilm se concentre sur la relation entre Charlemagne (le lion) et son neveu Roland (le jeune homme).
Il s'ouvre en l'an 773, alors que le futur empereur achève la première campagne contre les Saxons, et s'étend jusqu'à la mort de Roland à Roncevaux en 778. Il présente quelques épisodes marquants de son règne, en particulier sa volonté de constituer un grand royaume chrétien, mais aussi des éléments plus personnels, comme son admiration pour le savoir et son apprentissage en secret de l'écriture, aidé par son neveu.
La rigueur historique est parfois mise à mal, prenant quelques libertés avec la chronologie des personnages, et le scénario emprunte plusieurs faits tirés de la Chanson de Roland.

## Fiche technique
- Titre original : Le Jeune Homme et le Lion
- Réalisateur : Jean Delannoy
- Scénaristes : Jean Delannoy, Jean Anouilh, Jean Aurenche
- Musique du film : Jacques Loussier (Chanson d'ouverture interprétée par Michel Vallier)
- Société de production : TF1, Télécip
- Pays d'origine : France
- Genre : film historique
- Durée : 73 minutes (première partie) et 88 minutes (deuxième partie)
- Date de sortie : 22 décembre 1976 sur TF1

## Distribution
- Georges Wilson : Charlemagne
- Mathieu Carrière : Roland
- Jean Claudio : Ganelon, beau-père de Roland
- Katsi Endro : Carloman, frère de Charlemagne
- Louis Eymond : Alcuin
- Mécs Károly (hu) : Ogier
- Catherine Rethi : Désirée, deuxième épouse de Charlemagne
- Magali Renoir : Hildegarde, troisième épouse de Charlemagne
- Sütő Irén (hu) : Gisèle, sœur de Charlemagne et mère de Roland
- Doris Kunstmann : Aude, captive saxonne offerte en mariage à Roland par Charlemagne
- Angelo Bardi
- Louise Conte
- János Kovács (hu)
- Magali Millou
- Robert Party